# 上を向いて歩こう (漫画)
『上を向いて歩こう』（うえをむいてあるこう）は、『週刊少年マガジン』に連載されていたむつ利之原作の漫画作品。『名門!第三野球部』の続編である。

## あらすじ
『名門!第三野球部』から数年後、プロを引退した檜あすなろは桜高校野球部の監督を務めていた。遡ること4年、甲子園予選で敗戦濃厚な状況で投入した控え投手・上杉 輪は剛速球投手の片鱗を見せる。コントロールが災いして話題にはならなかったが、あすなろの元同僚・神 龍一も才能を認め、実績を作らせるために大学進学を勧める。
4年間で、彼が大学野球の世界で表向きにしていたことは、レギュラー選手のユニフォームの洗濯など雑用しかなかったが、寮の大部屋の畳が削られている理由を彼を慕う同じ雑用係の下級生部員たちは知っていた。神が上杉の大学野球での成果を確認しに来たとき、その表向きの姿に一旦失望するが、陰での努力を知り、下位ながら千葉マリンズはドラフト指名をする。入団当初はアマ野球での実績がなく、しかもドラフト最下位指名の上杉に注目するものはいなかった。しかし、チームの数少ない実力派でスター選手の桑本、海堂の黄金バッテリー（かつての檜あすなろの絶頂期を最もよく知る存在でもある）はたちまち上杉の非凡な才能を見抜いた。特に桑本は「エースの座は絶対譲らない」と言わんばかりに意識した。
しかし、千葉マリンズを我が意のままにしようとする組織が暗躍し始め、千葉マリンズの組織抗争に上杉、桑本、海堂も巻き込まれることになる。

## 登場人物

### 千葉マリンズ
名門!第三野球部#千葉マリンズも参照。
『名門!第三野球部』及び『名門!第三野球部 飛翔編』（以下「旧作」もしくは「飛翔編」と称する）時代で日本一を達成した時とは神と桑本を除きメンバーがほとんど入れ替わっており、チームの成績も物語開始時の年で4位と低迷していた。この時はすでに実在する球団として千葉ロッテマリーンズも存在していたが、同球団とはまったく無関係であり、引き続き球団名は千葉マリンズとなっている。旧作ではマリンビールが親会社になっていたが、本作では親会社については明らかになっていない。
上杉 輪（うえすぎ りん）
本作の主人公。左投げ左打ち。あすなろの高校時代の野球部での教え子でもあり、あすなろと海堂の後輩にもあたる。
荒削りでコントロールもままならないが、高校最後の試合で剛速球投手の片鱗を見せる。しかし、投球以外の野球センスは人並み以下であるため、進学した南都大学の野球部では才能を見出されることはなかった。
しかし、大学を訪れた神とあすなろによって燻っていた才能に芽が開き、ドラフト6位ながら千葉マリンズへの入団が決まる。
マリンズ入団会見では他の新人選手が高い目標を掲げる中「夢を与える投手になりたい」と語る。
入団後は頭角を示し始めるが、ゼネラルマネージャー(GM)に就任した加藤による様々な陰謀とシーズン中に発症した離断性骨軟骨炎（俗に言う「ネズミ」）による無理な投球が祟って自由契約選手としてプロ球界から放出。
マリンズ初年度の通算成績は10勝3敗 防御率2.57 奪三振123個 被本塁打8本。
引退後は八百屋で働くが、神の知り合いであるアメリカ人スカウト、ケニーの進言によりアメリカ行きを決意。手術は成功しリハビリの甲斐あって1年でマイナーリーグのマウンドに立つことができるまでに回復し、またマウンドに立てることに喜びを感じ生き生きとした表情を取り戻した半面、投球が長くなると球威が落ちる悩みを抱えるが、マリンズGMを失脚し彼の元に訪れた加藤のアドバイスでストッパーへ転向。それが功を奏して翌年の米大リーグではワシントン・ブルーフィールズのメンバーとして活躍。更に翌年のワールドシリーズでもその活躍を見せ、「ストッパー・リン」としてチーム初のワールドシリーズ制覇の立役者となり、その年は5勝3敗26sの成績を収めた。しかし次の年の契約をせず、「マリンズで優勝を目指す」というまだ果たしてない夢を実現させるために、神・桑本・海堂のマリンズ復帰と共に「新戦力」としてマリンズへ戻る。
背番号はマリンズでは6、マイナーリーグでは62、ブルーフィールズでは51、第三野球部時代は16。マリンズとブルーフィールズでの背ネームは「RIN」。
「輪」の名前は円のようにどこまでも続く無限を意味し、「永遠の存在」の意味に恥じない正々堂々とした人生を送ってほしいという意味合いで亡き父親が命名したものであると27話で母親が明かしている。
神 龍一（じん りゅういち）
名門!第三野球部#登場人物も参照。
プロ野球・千葉マリンズの元選手。物語開始時点では引退してスカウトに就き、あすなろと再会するまでの4年間はアメリカに駐在。
上杉が登板した高校野球の地区大会決勝での投球を見て才能を見出しスカウト指名を主張するが、当時のフロントに反対されたため上杉に大学進学を勧め学費などの費用面で面倒を見ていた。
その翌年、上杉の入団と共に打撃コーチとして現場に復帰。その後井戸の解任により暫定ながら監督代行に就任。最下位だったチームを3位にまで押し上げるが加藤から成績不振とみなされ解任。
監督解任後の足取りは不明だが、ケニーに上杉を紹介してあすなろと共にアメリカ行きを後押ししたり、ワールドシリーズに観戦に駆け付けるなどしている。そして上杉がメジャーを制覇した翌年監督に復帰する。
背番号は60。打撃コーチとして現場復帰した第2話のみ違う番号だった。背ネームは飛翔編時代の「ZIN」から「JIN」に替わった。
引退から4年が経過していたが、上杉を探しに足を運んだ南都大学で上杉を白旗隊（びゃっきたい）呼ばわりしたピッチャーの投げる球を何本もスタンドに運ぶなど、一線を退いてもその腕は衰えていない。
桑本 聡（くわもと さとし）
名門!第三野球部#登場人物も参照。
プロ野球・千葉マリンズの中心選手でエースピッチャー。現在のマリンズ選手の中で日本一を知る数少ない人物である。
前シーズンの成績は16勝9敗（2位）、防御2.57（1位）で、上杉が入団するまでのマリンズの投手陣を一人で支えてきた。
春季キャンプでは青木に対しては厳しい表情を見せる一方、上杉にはあすなろと神の秘蔵っ子として好意的に歓迎した。
その後の投球練習での上杉のピッチング（腕の振り）をドラフト1位並みと見て強力なライバルとして認め、最初のうちは自分のピッチングをわざと見せなかったものの、プロとしての心構えや投球のアドバイスをしている。
シーズン終了後、意のままにしようと暗躍する組織が牛耳るフロントにより山陽パイレーツへトレード放出されるも、神の監督再任によりフリーエージェントでマリンズに戻る。
上杉が大リーグを制覇した試合を神やあすなろらと共に直接観戦しており、上杉がアメリカン・ドリームを達成したことで自分たちの手の届かない所へ行ってしまったことに淋しさを感じていたため、翌年の上杉のマリンズ復帰には他の誰よりも驚いていた。
背番号は飛翔編と同じ30。パイレーツ時代は不明。
海堂 タケシ（かいどう タケシ）
名門!第三野球部#登場人物も参照。
プロ野球・千葉マリンズの中心選手で4番打者のキャッチャー。
紅白戦ではドラフト1位で入団した青木を完膚なまでに叩きのめした一方、上杉には投球戦の末三振を取られる。
上杉の過去についてはあすなろから聞いており、オープン戦では上杉の家族を招いたり、序盤プロの洗礼を浴び自信を無くした上杉をかつてのあすなろと被せて励ましたりした。
シーズン後半で意のままにしようと暗躍する組織が牛耳るフロントによりパ・リーグ（球団名は明かされていない）へ放出されるも、神の監督再任を機に桑本同様フリーエージェントでマリンズに戻る。
ワールドシリーズでの上杉の活躍を見て勇気を与えられたと語り、上杉に負けないよう目一杯野球を楽しむと決意を新たにした。
背番号は33。
青木 健太（あおき けんた）
千葉マリンズを逆指名しドラフト1位で入団した上杉と同期の投手。2話より登場。
桑本や海堂に対して強気な態度を見せるが、紅白戦でプロの洗礼を浴び玉砕される。
河津にファーム行きを通告されしばらく2軍にいたが、1軍復帰間もなくGMに就任した加藤から解雇通告を出されて球団を去る。
背番号は17。
千藤（せんどう）
千葉マリンズの代打専門のバッターでプロ20年目のベテラン。12話より登場。
投手としてマリンズに入団したが、3年目で肩を壊し代打専門のバッターへ転向。
かなりの酒豪っぷりで有名で、大阪遠征での移動時の新幹線の車内では缶ビールを何本も飲むほど。上杉を誘って夜の街へ繰り出したときに自分がかつて投手だったことを明かし、上杉に自分の果たせなかった夢を託す。当初こそは上杉もいい噂を聞かないと警戒していたが、自分を励ますために誘ったことに気づき、長男である上杉にとって自分の知らない「兄貴」という存在を感じた。
対コンドルス戦に代打で出場。意表を突くバッティングで2得点を挙げると、鈍足でアウトになると分かりながらも二塁を回って三塁へ。果敢にもヘッドスライディングを見せて上杉らチームメイトを鼓舞した。
上杉のマリンズ復帰時は打撃コーチに就任している。
背番号は45、ただしプロ入り初期は違う背番号だった。
峰 雷太（みね らいた）
千藤がかつてパ・リーグの球団にいた時に一緒にプレーした選手。千藤の弟分で、千藤を「兄貴」と呼んで慕うファーム上がりの23歳。13話より登場。
飛翔編に登場したマリンズオーナーを彷彿させる顔つきで地獄耳。上杉が「別の世界の人」と言うくらい気性は荒いが、根性だけは一流でくじけることを知らない。
対大阪コンドルズ戦で途中からセンターを守り、センターフライからの補殺を見せる強肩を持つ。
背番号は96。木更津に住んでいる祖母から以前「（背番号の）96は苦労続きかもしれないが頑張れば喜びに変えることができる」と言われ、一桁の4になることを目標としている。
上山（かみやま）
千葉マリンズの8番サード。17話より登場。
数年前にドラフト1位で入団したものの、マリンズの体質に漬かってしまい覇気を失っていた。本来なら下位打線にいる選手ではないと神がつぶやくほど。
しかし上杉の気迫のプレーと桑本に檄を飛ばされ目を覚ましファインプレーを見せる。
背番号は7。
ジーホ
神が駐米スカウト時代のルートを通じて獲得した外国人選手。19話より登場。
記者会見時に日本のプロ野球を台湾のプロ野球と勘違いし記者たちを唖然とさせた。更には月間MVPを獲得した時の記者会見では優勝したら台湾に旅行に行くことを打ち明けるほど台湾に執着していた。
選手の前では自身の股間を自慢するも実は小さいことを同じ風呂に入ってきた桑本に見破られ、過去に自打球を股間に当てたことによる恐怖からパットを装着したことを桑本に打ち明けた。
直球だと場外へ飛ばす打撃力だが変化球となると全くダメで、試合中パットの装着による極端なオープンスタンスにより変化球に対応できなくなることを上杉が指摘し、桑本の提案で力づくでパットを取ったことでフォームが変わり変化球にも対応できるバッターとなった。
背番号は1。
井戸 光雄（いど みつお）
千葉マリンズの新監督、管理野球派。2話より登場。
選手の前では強気な発言をするが、実はかなりの小心者。特に千藤の前では何の反論もできず、当初は投球も見ようとせず全く期待していなかった上杉に対しても戦力になると途端に手の平を返す態度を見せた。
開幕以降まったく勝てず、シーズン初勝利の時は嬉しさのあまり失禁していた。
シーズン開幕から2か月後に加藤によって解任される。
選手時代は東京エレファンツがV9を達成した時のメンバーでもあり、その時の監督だった織田には頭が上がらない。
背番号は不明。
河津 洋平（かわづ ようへい）
千葉マリンズの新投手コーチ。68歳。3話より登場。
マリンズ1軍投手陣を見て「ぬるま湯」だと揶揄する一方、上杉のピッチングに期待を寄せていた。
紅白戦では青木のピッチングをただ投げるだけの「投げ屋」と評する一方、上杉のピッチングを頭を使って考えて投げる「頭手」と評価した。
背番号は不明。
加藤 冴利（かとう さえとし）
シーズン途中にゼネラルマネージャーに就任。就任後井戸の解任をはじめその年のドラフト1位である青木を解雇したり、桑本・海堂のトレードを画策したりと改革を断行しようとする。
改革は達成されたが成績は低迷し失脚。その後アメリカへ渡った上杉の前に現れ、励ましの言葉とストッパー転向を進言する。
選手時代はショートを務め「往年の名ショート」と言われており、現役引退後はアメリカへ野球留学をしていた。
田山（たやま）
千葉マリンズの球団社長。
飛翔編に登場したマリンズオーナーのように選手へ直接の嫌がらせをすることはないが、チームを強くして東京移転を実現し観客動員数を増やすべく加藤をゼネラルマネージャーに就任させた。
望月（もちづき）
千葉マリンズのトレーナー。長年アメリカでスポーツトレーニングを研究し球界No1のトレーナーと言われている。だが、実は加藤がアメリカから呼び寄せた人物であり、肩に違和感を感じた上杉に「ネズミ」が走ってることを伝えず加藤に報告し自滅するのを待っていた。
それでも自らの肩の不具合を知りつつも病院を抜け出してまでマウンドに上がる上杉に感化され、上杉に聞いた問いの返答に「安っぽい感情」と言いつつも、20球までなら今後のリハビリに影響しないというアドバイスと「頑張れ」の言葉を送る。

### 東京エレファンツ
かつて上杉から死球を受けた松下が所属している東京の球団。前年は代々木イーグルスにリーグ制覇を奪われ2位となり、巻き返しを図るべく数年ぶりに織田を監督に起用。マリンズがオープン戦で相手となった球団でもあり、上杉がプロとして紅白戦を除き初めて先発登板した相手でもある。
松下（まつした）
東京エレファンツの主砲。高校時代の決勝で上杉と対戦し死球を受けたが、その時の上杉の速球を覚えており、プロになった後も上杉との対決を楽しみにしていた。
プロ初対戦となったオープン戦では初回こそ上杉から本塁打を放ったが、次の打席では三振に打ち取られる。
高校時代は超高校級スラッガーと言われ、各球団のスカウトが注目されていた。
背番号は3。
織田（おだ）
東京エレファンツの監督でもあり球界のドン。V9達成時も監督を務めており、前年2位だったことを受け監督復帰。
常勝を常としていることもあり、オープン戦では序盤から上杉を叩こうとするがあえなく失敗し、今年のマリンズは手ごわい存在になると言わしめた。
背番号は不明。

### 代々木イーグルス
エレファンツと同じ東京の球団。前年度優勝チームでもある。千葉マリンズの開幕戦の相手。
J・ブライアン
前年度のセ・リーグホームラン王。テキサスの暴れん坊という異名を持つ。
開幕試合で上杉に内角胸元の球を投げられ乱闘寸前になるも上杉の一喝で引き下がった。
背番号は44。

### 大阪コンドルズ
新田（にった）
大阪コンドルズの4番バッター。大阪の若き主砲、プリンスと呼ばれている。
マリンズをノンプロと言い、上杉に対しては見下した態度を取りそれを見ていた峰に噛みつかれた。
しかし、桑本のリリーフで登板した上杉に三振に仕留められ表情を強張らせた。
背番号は7。

### 名古屋エンジェルス
大河内（おおこうち）
名古屋エンジェルスの監督。加藤とは大学野球及びプロでの先輩後輩の仲。
加藤から上杉のトレードを持ち掛けられたが、トレードの不安に駆られる上杉の面前でトレードはしないと断言し、例年よりやる気を見せているマリンズを応援した。
基本的にはべらんめえ口調ではあるが人情には厚く、試合終了後に上杉を誘いグラウンド上で酒を飲み交わした。
背番号は77。

### その他関係者
檜 あすなろ（ひのき あすなろ）
名門!第三野球部#登場人物も参照。
旧作の主人公、本作では母校・桜高校野球部の監督を務めている。
元マリンズ選手ということもあり球場内にも顔を出すことがあるが、現在は高校教師という立場上旧作よりは一歩引いた位置にいる。
上杉をリリーフとして起用した高校野球大会決勝での記者会見で（上杉の起用に）間違いはないと断言し、上杉には「自分を信じること」を教え、その後も絶えず上杉を気にかけていた。
神と共に南都大学を訪れた時は高校野球での1球がゴールだと諦めていた上杉にその時のボール（日付入り）を贈り、「あの時の1球が本当のスタートだ」と語りかけていた。
のちに上杉が日本の球界を引退し「夢は終わった」と絶望していた時もその年の活躍を称えるとともに「夢に続きがある」と伝え、後に現れるケニーからのメジャーリーグへの誘いを神と共に後押しした。上杉がアメリカに旅立った時は直接見送らず、練習中のグラウンドからはるか上空を飛ぶ飛行機を見て部員らと共に見送り、ワールドシリーズには神・桑本・海堂・上杉の家族らと共に応援に駆け付けている。そして上杉のマリンズ復帰の際にはスタンドから見守っていた。
旧作時代と違い、基本的な一人称は「オレ」に変わっている。
監督を務めている現在の桜高校はプロのスカウトが注目するような選手はいないもののチームワークと継投で勝ってきたチームで、物語開始時点の秋季大会で準優勝を収めたことにより選抜出場間違いなしと言われている。同時にあすなろにとっては監督として初めての甲子園出場でもあり、1勝を目標に頑張ると神に誓った。公式戦では引き続き「第三」のネームの入ったユニフォームで出場している。
上杉 由美子（うえすぎ ゆみこ）
輪の母。職業は保険外交員。夫を亡くし女手一つで二人の息子を育てている。名前は27話（単行本未収録）の輪が生まれた時の回想で夫が呼んでいる。
開幕試合前に家に立ち寄った輪に夫の形見であるグローブを託した。
輪がスパイクを履くと足の指にマメができることを知っていて、いつでも渡せるようにと絆創膏を持っている。
アメリカ行きの事はあすなろから聞いており、また笑いものにされることを心配し一度は反対したが、後悔したくないという輪の熱意に負け最終的にはアメリカ行きを後押しした。
上杉 大（うえすぎ だい）
輪の弟。小学生。
父親を亡くした後、輪が父親代わりとして面倒を見ていた。
輪のことを尊敬しており、オープン戦で輪にヤジを飛ばした観客に噛みついたりした。
由美子と一緒に輪が活躍した新聞記事をスクラップブックとしてまとめている。
輪の父
下の名前は不明。輪が高校生の時に亡くなった。輪の名付け親でもある。
子供時代、外に出ないで家の中に閉じこもってた輪をキャッチボールに誘ったことで、輪が野球に興味を持つきっかけとなった。
輪と同様左投げである。
ケニー
メジャーリーグの極東スカウト。神がアメリカに駐在した時に世話になった人物。翌シーズンからチーム数が増えることで有能な新人を探していた。
マリンズを引退しもう投げることができないと落胆していた上杉の前に現れ、上杉のピッチングをずっと見てきたと伝えた上で「日本で成しえなかった夢を米国（メジャー）で紡いでみないか」と声をかけてきた。そしてその肩にメスを入れることを勧め、「手術すればまた投げることができる」とメジャーにスカウトした。
夕子の兄
旧作に登場した村下夕子（むらした ゆうこ）の兄で村田医院の医師。
上杉が「ネズミ」を発症し投げれなくなったときに駆け付けたあすなろの勧めで検査を受けさせ、左腕に「ネズミ」が走っていることを伝えた。
南都大学監督（なんとだいがくかんとく）
上杉が進学した大学野球部の監督。氏名不詳。
上杉を一度のミスで以後の出番を奪い、上杉を探しに訪れた神らに対し明らかに上から目線の態度を見せた人物。
神が野球部のエースピッチャーの球を何度もスタンドに運ぶ姿を見て驚きを隠せず、さらには上杉の投球を見た途端に急に態度を変えたことでレギュラーメンバーと共に神にお灸を据えられた。

## 備考
- 登場チームは前作では実在の球団をもじったチームであったが、本作では全て架空のチームになり、6球団となっている。
- 単行本は3巻まで出版されたが作品の残り4話が収録されない形で発刊が打ち切られた。なお、この単行本未収録分は講談社漫画文庫『名門!第三野球部』16巻に収録されている。

## 単行本
- 第1巻 1997年8月12日発行。ISBN 4063124460
  - 第1話 「再会のマウンド」
  - 第2話 「プロフェッショナル」
  - 第3話 「点と線」
  - 第4話 「上杉、プロ第1球」
  - 第5話 「上杉効果」
  - 第6話 「因縁の男」
  - 第7話 「兄弟（あにおとうと）」
- 第2巻 1997年9月17日発行。ISBN 4063124568
  - 第8話 「初めてのサインボール」
  - 第9話 「決意」
  - 第10話 「開幕!!」
  - 第11話 「ただその人の為に」
  - 第12話 「夜のマウンド」
  - 第13話 「託された球（ボール）」
  - 第14話 「意地と誇り、そして・・」
  - 第15話 「黒い嵐」
  - 第16話 「マリンズへの想い」
- 第3巻 1997年11月17日発行。ISBN 4063124827
  - 第17話 「今世紀最後の魔球」
  - 第18話 「宣戦布告!!」
  - 第19話 「巨砲」
  - 第20話 「心に空いた穴」
  - 第21話 「親分」
  - 第22話 「ネズミ」
  - 第23話 「上杉の選択」
  - 第24話 「リミット」
  - 第25話 「最後の賭け」
- 未収録分（講談社漫画文庫「名門!第三野球部 飛翔編」 第16巻に収録）
  - 第26話 「第2の人生」
  - 第27話 「新たなページへ」
  - 第28話 「メジャー!」
  - 最終話 「上を向いて歩こう」